# Coity
Coity är en ort i Storbritannien.   Den ligger i kommunen Bridgend och riksdelen Wales, i den södra delen av landet, 240 km väster om huvudstaden London. Coity ligger 64 meter över havet och antalet invånare är 41 352.
Terrängen runt Coity är platt söderut, men norrut är den kuperad. Runt Coity är det tätbefolkat, med 411 invånare per kvadratkilometer. Närmaste större samhälle är Rhondda, 16,9 km norr om Coity. Trakten runt Coity består i huvudsak av gräsmarker.